# Trachyspina madura
Trachyspina madura là một loài nhện trong họ Trochanteriidae. Loài này phân bố ở Tây Úc.